# Mr. Pogo
Mr. Pogo (ミ ス タ ー · ポ ー ゴ Misutā Pōgo), pseudonimo di Tetsuo Sekigawa (Isesaki, 5 febbraio 1951 – Saitama, 23 giugno 2017), è stato un wrestler giapponese.
Ha contribuito a rendere popolare il wrestling hardcore negli anni '90 con match estremi in federazioni come Frontier Martial-Arts Wrestling, W * ING e Big Japan Pro Wrestling.

## Biografia
Nel 2003 si è candidato come senatore nella sua città natale, ma è stato sconfitto nei sondaggi.
È stato ricoverato in ospedale nel febbraio 2007 per un'ulcera gastrica sanguinante e vi ha trascorso tre settimane.
Nel 2014, Sekigawa ha subito un intervento alla colonna spinale.
Il 25 maggio 2017, Sekigawa si è sottoposto ad un intervento chirurgico al canale spinale per la seconda volta in tre anni, ma l'intervento è stato interrotto a metà  a causa della massiccia perdita di sangue e i medici hanno ritenuto troppo pericoloso continuare. È rimasto in un ospedale di Gunma, fino a quando non è stata ritentata l'operazione il 22 giugno, quasi un mese dopo il primo tentativo di intervento chirurgico. Tuttavia, durante l'intervento, la sua pressione sanguigna è scesa al punto che ha iniziato ad avere battiti cardiaci irregolari, che gli causano un infarto cerebrale. Viene trasferito in un ospedale di Saitama, dove muore il 23 giugno.

## Titoli e riconoscimenti
- Big Japan Pro Wrestling

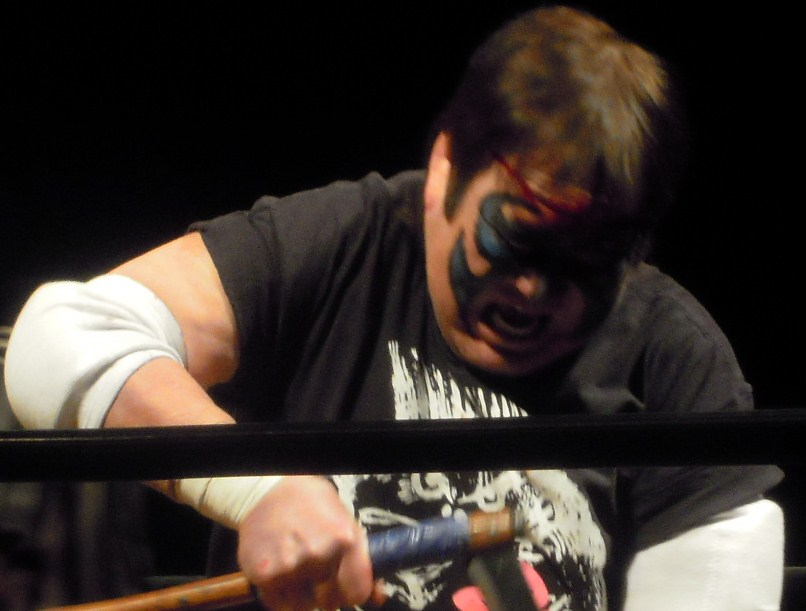
Mr. Pogo nel 2011

  - BJW Deathmatch Heavyweight Championship (1)
- Central States Wrestling
  - NWA Central States Heavyweight Championship (1)
  - NWA Central States Tag Team Championship (1) – con Gypsy Joe
- Frontier Martial Arts Wrestling
  - FMW Brass Knuckles Heavyweight Championship (2)
  - FMW Brass Knuckles Tag Team Championship (3) – con Hisakatsu Ooya (1), The Gladiator (1) e Yukihiro Kanemura (1)
  - FMW Tag Team Tournament (1991) - con The Gladiator
- Japan Indie Awards
  - Lifetime Achievement Award (2017)[2]
- NWA Tri-State
  - NWA Tri-State Heavyweight Championship (2)
- Stampede Wrestling
  - Stampede North American Heavyweight Championship (1)
  - Stampede International Tag Team Championship (1) – con Dynamite Kid
- Western States Sports
  - NWA Brass Knuckles Championship (Amarillo version) (1)
  - NWA Western States Tag Team Championship (2) – con Mr. Sato
- World Wrestling Council
  - WWC Caribbean Tag Team Championship (2) – con Kensuke Sasaki[3]
  - WWC World Junior Heavyweight Championship (1)
  - WWC World Tag Team Championship (5) – TNT (1) e Kendo Nagasaki (4)[4]
- Wrestling International New Generations
  - W*ING Tag Team Championship (1) – con Crash the Terminator